# Gafarró pitgroc
El gafarró pitgroc (Crithagra citrinipectus) és un ocell de la família dels fringíl·lids (Fringillidae).

## Hàbitat i distribució
Habita les sabanes i terres de conreu del sud de Malawi, est de Zimbabwe, centre i sud de Moçambic i extrem nord-est de Sud-àfrica.